# Mattersburg
Mattersburg (în maghiară Nagymarton, în croată Materštof) este o localitate în districtul Mattersburg, landul Burgenland, Austria. Populația sa este de 7.118 locuitori. Orașul este cunoscut pentru echipa de fotbal SV Mattersburg, care din 2015 joacă din nou în Bundesliga.

## Istorie
Orașul a fost locuit încă din antichitate, aici putând fi găsite cimitire ale romanilor și longobarzilor. Numele său maghiar Nagymarton face referire la deja consacratul Martin de Tours. Inițial, numele german al localității a fost Mattersdorf și redenumit în Mattersburg în 1924. Orașul a fost ars complet în 1774 și 1856.
Mattersburg a aparținut Regatului Ungariei până în 1920 și a fost reședința districtului Nagymarton. Vestul german al Ungariei a fost dat Austriei după Tratatul de la Saint-Germain-en-Laye și Tratatul de la Trianon. După a format noua provincie Burgenland. După Anschluss în 1938, evreii din Mattersburg au fost exilați sau omorâți, astfel că astăzi nu mai locuiește niciun evreu în oraș.

## Politică

### Primarul
Funcția de primar este deținută din 2021 de Claudia Schlager, membră a Partidului Social-Democrat Austriac.

### Consiliul
- SPÖ 15
- ÖVP 6
- TVM 3
- Verzii 1

## Legături externe
- Site oficial al orașului Arhivat în 9 noiembrie 2007, la Wayback Machine.